# Керуембай
Керуембай — село в Ясненском городском округе Оренбургской области России. Согласно административно-территориальному устройству входит в Еленовский сельсовет, Ясненский район.

## География
Село находится в юго-восточной части области, в степной зоне, в пределах Кумакско-Киембайского холмисто-увалистого района Зауральского плато, по берегу реки Котансу.
Абсолютная высота — 332 метра над уровня моря
.
Уличная сеть
Состоит из 4 улиц: Новая, Речная, Степная Школьная.
Климат
Умеренный, резко континентальный. Средняя температура января −18 °C, июля — +21 °C. Годовое количество осадков — 250—290 мм.

## История
До 1 января 2016 года село входило в состав муниципального образования Еленовский сельсовет.

## Население
| 2010 |
| ---- |
| 170  |

Национальный состав
Согласно результатам переписи 2002 года, в национальной структуре населения казахи составляли 53 % от 257 жителей.

## Инфраструктура
Развито сельское хозяйство.

## Транспорт
Доступен автотранспортом. 